# Hans Hermann Rosenhagen
Hans Hermann Rosenhagen (* 2. April 1901 in Treptow an der Rega, Landkreis Greifenberg i. Pom.; † nach 1938) war ein deutscher Politiker (NSDAP).

## Leben
Rosenhagen besuchte das humanistische Gymnasium und legte 1920 das Abitur ab. Bis zum 1. Dezember 1931 war er als Zollbeamter tätig, zuletzt als Oberzollsekretär in Köslin.
Rosenhagen war nach dem Ersten Weltkrieg von 1918 bis 1921 Angehöriger des Freikorps Roßbach. 1921 trat er der NSDAP und der SA in Pommern bei, verließ aber offenbar aus beruflichen Gründen beide wieder, um zum 1. April 1929 erneut der Partei beizutreten (Mitgliedsnummer 123.714), was ihm einige berufliche Unannehmlichkeiten bereitete, da er schnell in der Partei Karriere machte. So nahm er 1931 seinen Abschied aus dem Staatsdienst. Vom Sommer 1931 bis Sommer 1932 war er Gauschatzmeister und Gaugeschäftsführer der Gauleitung Pommern. 1932 unterstand ihm als SA-Standartenführer in Stettin die SA in Hinterpommern. Im April 1932 wurde er als Abgeordneter in den Preußischen Landtag gewählt, dem er bis zum Ablauf der vierten Legislaturperiode 1933 angehörte. Im Parlament vertrat er den Wahlkreis 6 (Pommern). Nach Beginn der NS-Herrschaft wurde Rosenhagen in den Zolldienst zurückberufen, war dann aber in Berlin im Ausbildungswesen tätig.
Von 1937 bis 1938 amtierte Rosenhagen als Landrat des Landkreises Grafschaft Bentheim. Das Landratsamt hatte er bereits seit Juni 1935 in Vertretung geleitet. Er machte sich im Bentheimer Land einen Namen durch seine starke Kirchenfeindlichkeit, die sich in der massiven Förderung der NS-Jugendarbeit und dem Kampf gegen die Ausrichtung der in der Grafschaft relativ starken Altreformierten auf die Niederlande und den Gebrauch des Niederländischen im Kirchenbereich sowie gegen die Bekennende Kirche und deren Grafschafter Aushängeschild, den Schüttorfer Pastor Friedrich Middendorff, manifestierte. Im Mai 1938 wurde er verhaftet und als Landrat abgesetzt. Gegen seinen Parteiausstoß legte er Widerspruch ein, der letztlich jedoch im Februar 1939 nur durch einen Parteiausschluss ersetzt wurde. Sein weiteres Schicksal ist bislang unbekannt.